# Citroën AX
El Citroën AX és un automòbil de turisme del segment B produït pel fabricant francès Citroën entre 1986 i 1996.

## Història

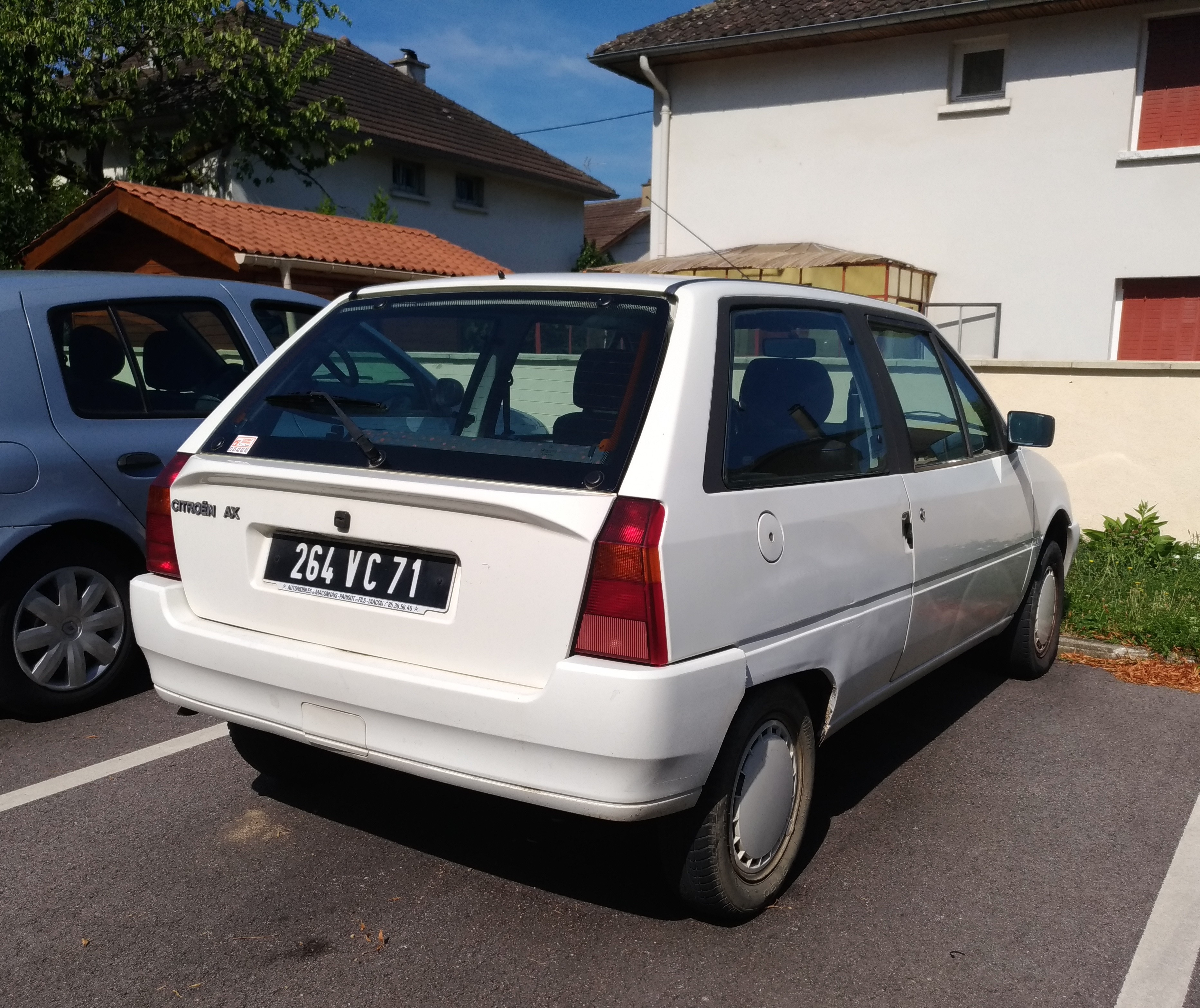
Vista posterior de l'AX després del reestil

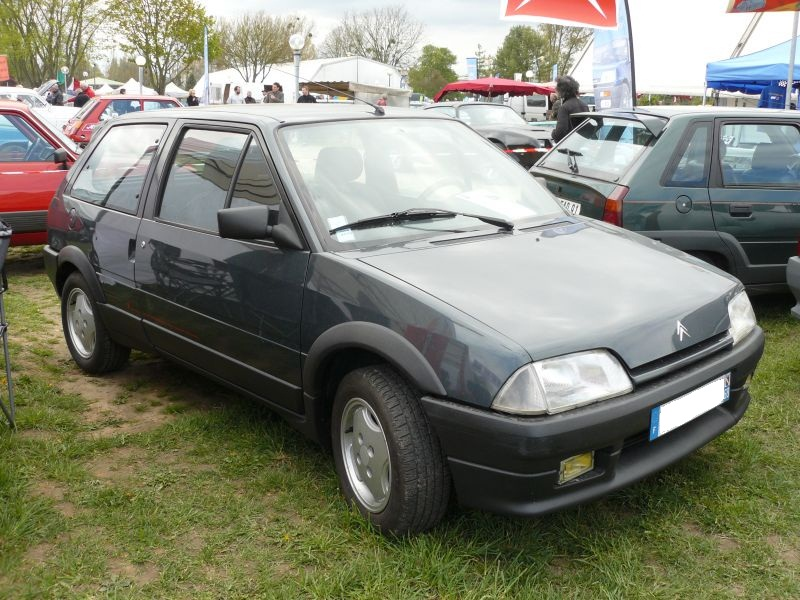
AX GTi av

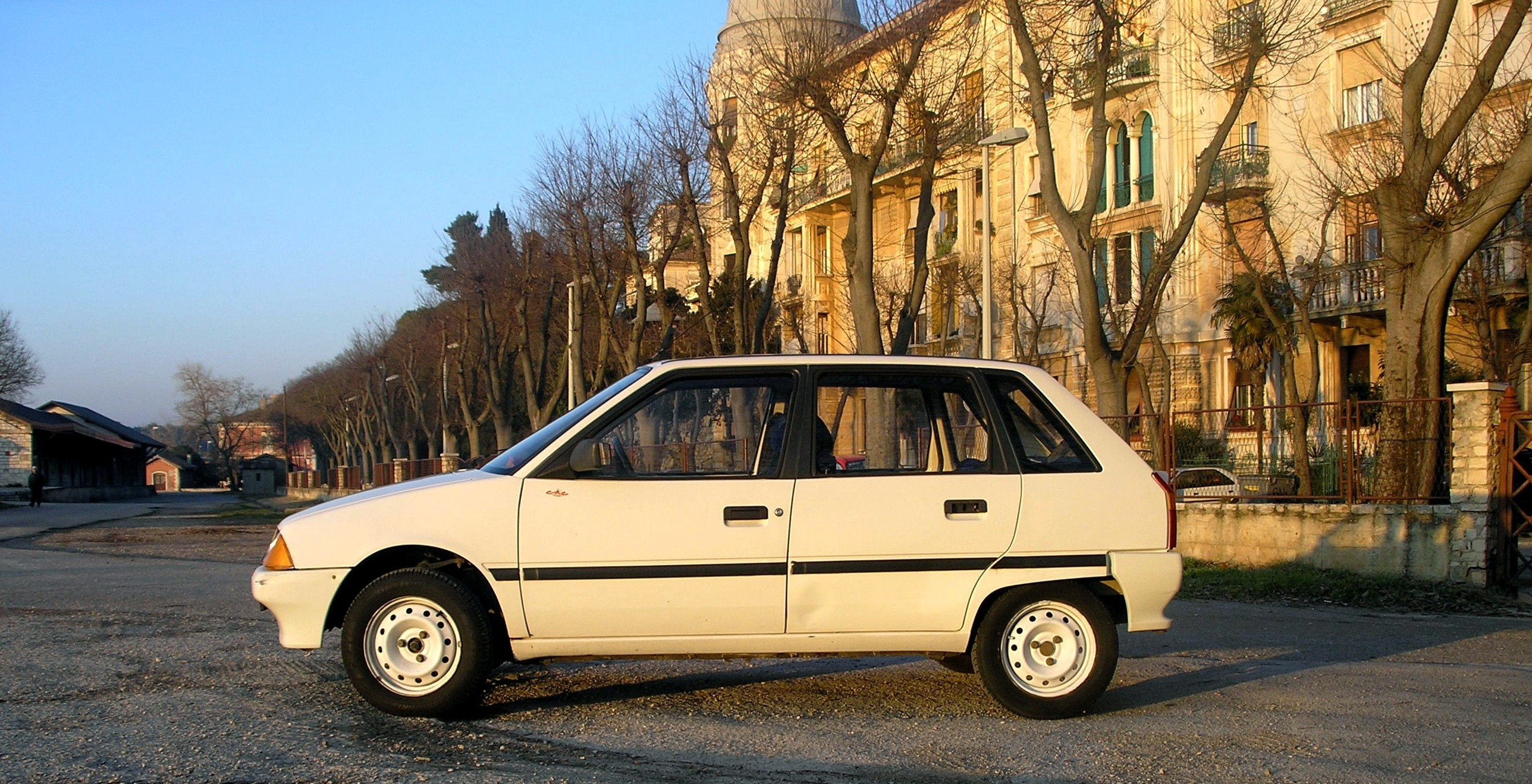
Citroën AX cinc portes

El desenvolupament d'aquest model va començar en 1983, i inicialment seria també la base d'un model de Talbot per reemplaçar al Samba. Tot i això, la decadència de la marca Talbot havia conduït Peugeot a clausurar la marca en l'època en què es va llançar el Citroën AX, i així la versió de Talbot mai va arribar a fabricar-se.
El cotxe estava disponible des del seu llançament el 2 d'octubre de 1986 com un hatchback de tres portes, amb motors OHC de la sèrie PSA TU. Una gamma de models de cinc portes va ser agregada el 1987 i el 1988 es va introduir un motor dièsel d'1,4 litres. La versió volant a la dreta per al mercat del Regne Unit va ser llançada a l'agost de 1987, inicialment només com un hatchback de tres portes, amb una versió de cinc portes incorporada a la gamma un any més tard. Aquest darrer va ser substituït posteriorment per una unitat de 1.5 litres. Els primers cotxes tenien un problema amb la caixa de canvis, rectificat abans d'assolir els mercats d'exportació.
És conegut pels seus èxits en els esports de motor, en particular en ral·li i la coneguda Copa AX i pel baix consum de combustibles dels seus motors dièsel (durant anys es va mantenir com l'automòbil de sèrie que menys consumia). L'AX va ser re-estilitzat al febrer de 1992, anomenant-se Fase 2, moment en què va millorar notòriament en qualitat.
Tot i això, el model va entrar en decadència amb l'aparició de models molt més innovadors i capaços, com el Seat Eivissa de segona generació i el Volkswagen Polo de tercera generació. Per això, Citroën va decidir substituir-lo i llançar el 1996 el seu successor amb el nom de Citroën Saxo, model que partia de la base del Peugeot 106 i lleugerament més gran que el Visa. L'AX es va seguir fabricant a Malàisia sota el nom de Proton Tiara per a alguns mercats asiàtics.
És el successor del Citroën Visa i va ser reemplaçat pel Citroën Saxo .
Encara es considera un cotxe molt cobejat per a competicions de rally, sent un dur rival per a cotxes més moderns i potents que ell.

## Característiques
És un cinc places amb motor davanter transversal i tracció davantera, encara que també hi va haver una versió amb tracció a les quatre rodes connectable.
L'objectiu principal era crear un utilitari amb molt d'espai interior i poc pes; de fet, la versió amb 3 portes i motor 1.4 de benzina pesava 695 kg disposant d'una relació pes/potència superior al VW Golf GTI de l'època. La carrosseria seguia les línies aerodinàmiques de la marca, que aconseguia una resistència a l'aire cx de 0,31, força acceptable per a la seva època. Això, juntament amb la seva lleugeresa, li feia comptar amb una excel·lent relació prestacions/consum.

## Motoritzacions
La gamma de motors incloïa models de gasolina 1.0 amb carburació atmosfèrica i 45 cv; 1.0 injecció i 50 cv; 1.1 carburació i 55 cv; 1.1 litres injecció i 60 CV; 1.360 i 75 cv, 85 cv en versió GT, 95 cv en versió Sport bicarburat i amb una versió potenciada a 100 cv muntada a l'AX GTI; i 1.5 dièsel i 55 cv sense turbo. També va existir un motor elèctric, en unitats limitades, per veure el seu funcionament i rendiment davant del públic, la seva potència era de 27 CV, assolint així els 110 km/h mentre que la seva autonomia era de 80 a 100 km, també incorporava el mecanisme de aire condicionat mitjançant electricitat i no mitjançant un sistema mecànic depenent directament del motor de combustió com passava en els altres models.
| Període                        | 1986-1992            | 1992-1998                                   | 1986-1992            | 1992-1998                              | 1986-1990               | 1986-1988            | 1988-1992            | 1992-1998                              | 1987-1992            | 1991-1992            | 1992-1995            |                      |                      |                      |                      |                      |                      |
| Identificació del motor        | TU9 K                | TU9 M/Z                                     | TU1 K                | TU1 M/Z                                | TU2 A                   | TU3 A                | TU3 A/K              | TU3 M/Z                                | TU3 S                | TU3 FJ2/K            | EL TEU FJ2/Z         |                      |                      |                      |                      |                      |                      |
| Tipus de motor                 | L4 8v, carburació    | L4 8v, injecció monopunt, catalitzador      | L4 8v, carburació    | L4 8v, injecció monopunt, catalitzador | L4 8v, doble carburació | L4 8v, carburació    | L4 8v, carburació    | L4 8v, injecció monopunt, catalitzador | L4 8v, carburació    | L4 8v                | L4 8v, catalitzador  |                      |                      |                      |                      |                      |                      |
| Diàmetre x carrera             | 70.0 mm × 62.0 mm    | 70.0 mm × 62.0 mm                           | 72.0 mm × 69.0 mm    | 72.0 mm × 69.0 mm                      | 75.0 mm × 73.0 mm       | 75.0 mm × 77.0 mm    | 75.0 mm × 77.0 mm    | 75.0 mm × 77.0 mm                      | 75.0 mm × 77.0 mm    | 75.0 mm × 77.0 mm    | 75.0 mm × 77.0 mm    |                      |                      |                      |                      |                      |                      |
| Cilindrada                     | 954 cm³              | 954 cm³                                     | 1124 cm³             | 1124 cm³                               | 1294 cm³                | 1360 cm³             | 1360 cm³             | 1360 cm³                               | 1360 cm³             | 1360 cm³             | 1360 cm³             |                      |                      |                      |                      |                      |                      |
| Relació de compressió          | 9.4: 1               | 9.4: 1                                      | 9.7: 1               | 9.4: 1                                 | 9.6: 1                  | 9.3: 1               | 9.3: 1               | 9.3: 1                                 | 9.3: 1               | 9.6: 1               | 9.6: 1               |                      |                      |                      |                      |                      |                      |
| Potència màxima: CV (kW) @ rpm | 45 CV (33 kW) @ 5200 | 50 CV (36 kW) @ 6000                        | 55 CV (40 kW) @ 5800 | 60 CV (44 kW) @ 6200                   | 95 CV (70 kW) @ 6800    | 65 CV (48 kW) @ 5400 | 70 CV (51 kW) @ 5600 | 75 CV (55 kW) @ 6200                   | 85 CV (62 kW) @ 6400 | 98 CV (73 kW) @ 6800 | 94 CV (69 kW) @ 6600 |                      |                      |                      |                      |                      |                      |
| Parell màxim: Nm @ rpm         | 73 Nm @ 2400         | 73 Nm @ 3700                                | 89 Nm @ 3200         | 87 Nm @ 3800                           | 113 Nm @ 5000           | 112 Nm @ 3000        | 111 Nm @ 3400        | 111 Nm @ 3400                          | 116 Nm @ 4000        | 123 Nm @ 4200        | 117 Nm @ 4200        |                      |                      |                      |                      |                      |                      |
| Tracció                        | Davantera            | Davantera                                   | Davantera            | Davantera                              | Davantera               | Davantera            | Davantera            | Davantera / Total                      | Davantera            | Davantera            | Davantera            |                      |                      |                      |                      |                      |                      |
| Transmissió                    | Manual, 4 velocitats | Manual, 4 velocitats / Manual, 5 velocitats | Manual, 5 velocitats | Manual, 5 velocitats                   | Manual, 5 velocitats    | Manual, 5 velocitats | Manual, 5 velocitats | Manual, 5 velocitats                   | Manual, 5 velocitats | Manual, 5 velocitats | Manual, 5 velocitats | Manual, 5 velocitats | Manual, 5 velocitats | Manual, 5 velocitats | Manual, 5 velocitats | Manual, 5 velocitats | Manual, 5 velocitats |
| Pes                            | 640 kg               | 650 kg                                      | 645 kg               | 690 kg                                 | 715 kg                  | 695 kg               | 705 kg               | 790 kg                                 | 745 kg               | 795 kg               | 795 kg               |                      |                      |                      |                      |                      |                      |
| Acceleració (0-100 km/h)       | 17.9 s               | 17.2 s                                      | 13.2 s               | 13.7 s                                 | 8.8 s                   | 11.4 s               | 10.8 s               | 10.7 s                                 | 9.6 s                | 8.7 s                | 9.4 s                |                      |                      |                      |                      |                      |                      |
| Velocitat màxima               | 145 km/h             | 150 km/h                                    | 158 km/h             | 167 km/h                               | 186 km/h                | 168 km/h             | 170 km/h             | 173 km/h                               | 180 km/h             | 190 km/h             | 186 km/h             |                      |                      |                      |                      |                      |                      |
| Consum combinat (L/100 km)     | 5.0                  | 5.8                                         | 5.1                  | 5.8                                    | 7.7                     | 5.7                  | 5.7                  | 6.4                                    | 6.4                  | 6.7                  | 6.6                  |                      |                      |                      |                      |                      |                      |

| Període                        | 1989-1994            | 1992-1994            | 1994-1996            |                      |           |
| Identificació del motor        | TUD3 (K9A)           | TUD3 I (K9Y)         | TUD5 I/L3 (VJY)      |                      |           |
| Tipus de motor                 | L4 8v                | L4 8v, catalitzador  | L4 8v, catalitzador  |                      |           |
| Diàmetre x carrera             | 75.0 mm × 77.0 mm    | 75.0 mm × 77.0 mm    | 77.0 mm × 82.0 mm    |                      |           |
| Cilindrada                     | 1360 cm³             | 1360 cm³             | 1527 cm³             |                      |           |
| Relació de compressió          | 22.0: 1              | 22.0: 1              | 23.0: 1              |                      |           |
| Potència màxima: CV (kW) @ rpm | 53 CV (39 kW) @ 5000 | 50 CV (37 kW) @ 5000 | 58 CV (42 kW) @ 5000 |                      |           |
| Parell màxim: Nm @ rpm         | 84 Nm @ 2500         | 82 Nm @ 2500         | 95 Nm @ 2500         |                      |           |
| Tracció                        | Davantera            | Davantera            | Davantera            | Davantera            | Davantera |
| Transmissió                    | Manual, 5 velocitats | Manual, 5 velocitats | Manual, 5 velocitats | Manual, 5 velocitats |           |
| Pes                            | 720 kg               | 725 kg               | 805 kg               |                      |           |
| Acceleració 0–100 km/h         | 16.5 s               | 17.9 s               | 15.7 s               |                      |           |
| Velocitat màxima               | 155 km/h             | 150 km/h             | 158 km/h             |                      |           |
| Consum combinat (L/100 km)     | 4.6                  | 4.3                  | 4.5                  |                      |           |

## Prototips
- AX convertible anomenat amb el nom Xanthia Saló de París de 1988
- AX Evasió presentat al Saló de París de 1988.
- AX ECO Concept 1993
- AX Electrique 1994.[5]